# Modèle de Jaynes-Cummings

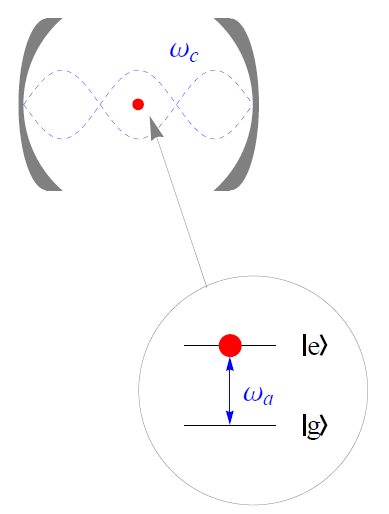
Schématisation des ingrédients essentiels au modèle de Jaynes-Cummings : En haut de l'image, on montre un atome dans une cavité optique (ou résonateur optique) admettant une unique onde de vecteur k. En bas, dans le cercle, l'atome est modelisé comme un système à deux niveaux avec émission ou absorption d'un photon.

Le modèle de Jaynes–Cummings (en abrégé JCM pour Jaynes-Cummings Model) est un modèle théorique en optique quantique. Il permet de représenter l'interaction lumière/matière dans la mesure où il modélise un système constitué, au sein d'une cavité optique, par un atome à deux niveaux interagissant avec un mode quantifié du champ électromagnétique. Le modèle offre l'avantage de se prêter à des calculs de solutions exactes. En outre, la simplicité de la représentation de l'interaction n'affecte en rien sa capacité à traiter une grande quantité de phénomènes observés.

## Historique
À l'origine, ce modèle a été proposé en 1963 par Edwin Jaynes et Fred Cummings dans l'idée de comparer une approche semi-classique du phénomène de l'émission spontanée avec une approche purement quantique de celui-ci.
Auparavant, en théorie semi-classique de l'interaction champ-atome, seul l'atome est quantifié alors que le champ est traité comme une fonction définie du temps plutôt que comme un opérateur. La théorie semi-classique permet d'expliquer beaucoup de phénomènes observés en optique moderne, tels par exemple l'existence de cycles de Rabi 
dans des probabilités d'excitation atomique. Le modèle de Jaynes–Cummings permet de mettre en évidence comment la quantification du champ affecte les prédictions de l'évolution de l'état du système. Il déroule également la dynamique de la résurgence de l'inversion de population atomique après effondrement comme conséquence directe de la discrétisation des états du champ (des photons),.
Ceci est un pur effet quantique qui peut être décrit par le modèle mais pas par la théorie semi-classique.
En 1987, soit 24 ans plus tard, Rempe, Walther et Klein ont observé une belle manifestation de l'effondrement quantique et de ses résurgences dans un maser à un atome prédite par le modèle.
Avant cette époque, les équipes de chercheurs n'ont pas pu réunir les conditions expérimentales capables de renforcer le couplage d'un atome avec un seul mode du champ, tout en éteignant simultanément les autres modes. Expérimentalement, le facteur de qualité de la cavité doit être suffisamment élevé pour pouvoir considérer la dynamique du système comme équivalente à celle d'un seul mode du champ.
Avec l'apparition de masers à un atome, il devenait possible d'étudier d'un point de vue expérimental l'interaction d'un seul atome (habituellement un atome de Rydberg) avec un seul mode résonant du champ électromagnétique dans une cavité ,, ainsi que d'étudier différents aspects du modèle de Jaynes–Cummings.
Pour observer un couplage atome-champ fort dans les fréquences de lumière visible, les modes de sabliers optiques peuvent se révéler efficaces à cause de la largeur de leurs spectres de modes favorisant ainsi l'éventualité d'une coïncidence avec un champ fort à l'intérieur de la cavité.
Une boîte quantique à l'intérieur d'une nano-cavité photonique de cristal est aussi un système prometteur pour observer l'effondrement et la résurgence de cycles de Rabi dans les fréquences lumineuses du visible.
Le modèle a été généralisé de diverses manières afin de décrire précisément l'interaction entre un champ laser et un atome. Ces généralisations consistent tantôt en application de conditions initiales, tantôt en la prise en compte dans le modèle d'effets de dissipation et d'amortissements,,
, tantôt en la prise en compte d'atomes à niveaux multiples, voire de multiples atomes
,
et autres descriptions multimodales des champs.
On a aussi découvert que pendant les intervalles tranquilles d'oscillations Rabi effondrées l'atome et le champ se trouvent dans un état de superposition (pensez au chat de Schrödinger). Cette découverte offre l'occasion d'utiliser ce modèle pour élucider les propriétés de base de corrélation quantique (l'intrication).
La généralisation du modèle aux atomes avec plus de deux niveaux (l'équivalent de spins supérieurs à 1/2) est connue comme le modèle de Dicke ou le modèle de Tavis-Cummings .
Dans une autre étude, le modèle de Jaynes–Cummings est employé pour modéliser le transfert d'informations quantiques.

## Deux utilisations majeures
Le travail de thèse effectué par Serge Haroche à l’ENS entre 1967 et 1971 a introduit en physique atomique le concept d’atome habillé par des photons, qui consiste à traiter un atome interagissant avec un champ électromagnétique
comme une entité, l’atome habillé, dont l’étude des niveaux d’énergie permet d’analyser de façon simple et synthétique l’ensemble des propriétés physiques.
Les états propres du hamiltonien global du modèle de Jaynes–Cummings sont dénommés états habillés dans la littérature.
Les oscillations de Rabi ne sont pas seulement liées à l’échange d’énergie entre un atome à deux niveaux et un champ électromagnétique. Le groupe du Professeur Wineland a réalisé une expérience permettant d’observer l’échange d’énergie entre les degrés de libertés externe et interne d’un ion piégé. Lorsque le paramètre de Lamb-Dicke caractérisant le mouvement externe est petit, l’échange d’énergie peut être décrit avec ce modèle,.

## Formulation du modèle
Le décryptage du montage expérimental illustré en début de cet article, nous amène à formuler un modèle dont l'opérateur hamiltonien {\displaystyle {\hat {H}}_{\text{T}}} décrivant le système dans sa totalité est lui-même formé par la somme de trois opérateurs : un hamiltonien du champ libre, un hamiltonien de l'excitation atomique et un hamiltonien de l'interaction Jaynes–Cummings. 
On peut l'écrire comme suit :
{\displaystyle {\hat {H}}_{\text{T}}={\hat {H}}_{\text{champ}}+{\hat {H}}_{\text{atome}}+{\hat {H}}_{\text{int}}}

## Description détaillée

### Opérateur hamiltonien du champ
Le champ à l'intérieur du résonateur est décrit en termes d'opérateurs de création et d'annihilation bosoniques de photons.
{\displaystyle {\begin{aligned}{\hat {H}}_{\text{champ}}&=\hbar \omega _{c}({\hat {a}}^{\dagger }{\hat {a}}+1/2)\\\end{aligned}}}
où
- {\displaystyle \hbar ={\frac {h}{2\pi }}} est la constante de Planck réduite ;
- {\displaystyle a^{\dagger }} est l'opérateur de création ;
- {\displaystyle a} est l'opérateur d'annihilation ;
- le terme 1/2 représente l'énergie du vide.

Au passage, on reconnaît ici l'opérateur nombre de particules : {\displaystyle a^{\dagger }a} , de sorte que les valeurs propres d'énergie autorisées du champ, {\displaystyle E_{c}=\hbar \omega _{c}n} , dépendent de la quantité de photons {\displaystyle n} présents.

### Opérateur hamiltonien de l'excitation atomique
L'opérateur hamiltonien pour l'atome seul est donné par
{\displaystyle {\hat {H}}_{a}=\hbar \omega _{a}{\hat {\sigma }}^{+}{\hat {\sigma }}^{-}}
où 
- {\displaystyle {\hat {\sigma }}^{+}=|e\rangle \langle f|} est l'opérateur atomique de montée de l'état fondamental {\displaystyle |f\rangle } vers l'état excité {\displaystyle |e\rangle };
- {\displaystyle {\hat {\sigma }}^{-}=|f\rangle \langle e|} est l'opérateur atomique de descente de l'état excité  {\displaystyle |e\rangle } vers l'état fondamental  {\displaystyle |f\rangle };
- et {\displaystyle \omega _{a}} représente la fréquence de résonance atomique.

On considère ici l'atome comme un système à deux niveaux. Cela signifie que l'on n'a pas affaire à un atome avec son spin en tant que tel mais bien à un système quantique générique à deux niveaux dont l'espace de Hilbert est isomorphe à un spin demi-entier. Il peut se trouver dans son état fondamental {\displaystyle |f\rangle } avec l'énergie E=0 ou dans son état excité {\displaystyle |e\rangle } avec l'énergie {\displaystyle E=\hbar \omega _{a}}.
Si l'on définit l'opérateur d'inversion atomique {\displaystyle {\hat {\sigma }}_{z}} comme le commutateur des opérateurs atomiques de montée et de descente
{\displaystyle {\hat {\sigma }}_{z}=[{\hat {\sigma }}^{+},{\hat {\sigma }}^{-}]=|e\rangle \langle e|-|f\rangle \langle f|}
alors l'hamiltonien de l'excitation atomique peut s'écrire comme
{\displaystyle {\begin{aligned}{\hat {H}}_{\text{atom}}&=\hbar \omega _{a}{\frac {{\hat {\sigma }}_{z}}{2}}\\\end{aligned}}}

### Opérateur hamiltonien d'interaction
Enfin, on décrit l'interaction entre champ et atome par un hamiltonien d'interaction 
{\displaystyle {\begin{aligned}{\hat {H}}_{\text{int}}&={\frac {\hbar \Omega }{2}}{\hat {E}}{\hat {S}}.\end{aligned}}}
où 
- {\displaystyle {\hat {E}}={\hat {a}}+{\hat {a}}^{\dagger }} est l'opérateur du champ;
- {\displaystyle {\hat {S}}={\hat {\sigma }}^{+}+{\hat {\sigma }}^{-}} est l'opérateur de polarisation.

Après application de l'approximation des ondes tournantes, l'hamiltonien d'interaction contient seulement deux termes. Ceux-ci correspondent à la relaxation de l'atome de son état excité vers son état fondamental avec émission simultanée d'un photon et vice versa avec absorption simultanée d'un photon lors de la transition de l'atome de son état fondamental vers son état excité.
{\displaystyle {\hat {H}}_{int}=\hbar g\left(a^{\dagger }{\hat {\sigma }}^{-}+{\hat {\sigma }}^{+}a\right)}
où
- la constante {\displaystyle g>0,\in \mathbb {R} } représente l'intensité du couplage.